# Megacyllene patruelis
Megacyllene patruelis là một loài bọ cánh cứng trong họ Cerambycidae.